# Gunnar Östberg
Klas Gunnar Östberg (* 4. Februar 1923 in Gudmundrå; † 25. Dezember 2017 in Kramfors) war ein schwedischer Skilangläufer.
Östberg, der für den IF Sandvikarna startete, wurde im Jahr 1949 schwedischer Meister über 15 km. Sein einziges internationales Rennen absolvierte er bei den Olympischen Winterspielen 1952 in Oslo. Dort errang er den neunten Platz über 18 km.